# (1554) Югославия
(1554) Югославия (серб. Yugoslavia) — астероид главного пояса, который был открыт 6 сентября 1940 года сербским астрономом Милорадом Протичем в обсерватории Белграда и назван в честь Югославии, государства существовавшего в центральной части Балканского полуострова.

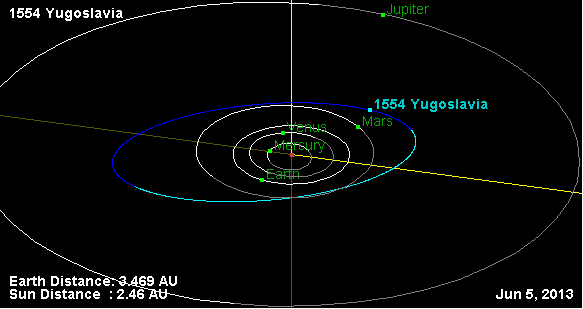
Орбита астероида Югославия и его положение в Солнечной системе